# Quiltning
Quiltning eller kviltning er en metode til at lave stukket og vatteret håndarbejde, en quilt. Quiltning kendes fra tiden før Kristi fødsel og stammer fra Orienten. 
| Håndværk | Spire Denne artikel om håndværk eller håndarbejde er en spire som bør udbygges. Du er velkommen til at hjælpe Wikipedia ved at udvide den. |